# Хухаркин, Станислав Викторович
Станислав Викторович Хухаркин (род. 7 ноября 1971) — российский легкоатлет, специалист по бегу на средние дистанции. Выступал на профессиональном уровне в 2000—2008 годах, победитель и призёр первенств всероссийского значения, участник чемпионата Европы в помещении в Мадриде. Представлял Курганскую и Челябинскую области. Мастер спорта России.

## Биография
Станислав Викторович Хухаркин родился 7 ноября 1971 года.
Занимался лёгкой атлетикой в городе Кургане, проходил подготовку под руководством заслуженного тренера России Александра Яковлевича Кривоногова.
Впервые заявил о себе в сезоне 2000 года, когда в беге на 800 и 1500 метров выступил на чемпионате России в Туле.
В 2001 году в дисциплинах 1500 и 3000 метров стартовал на Мемориале братьев Знаменских в Туле, занял 14-е и 8-е места соответственно.
В 2002 году помимо прочего принял участие в зимнем чемпионате России в Волгограде и в летнем чемпионате России в Чебоксарах.
На чемпионате России 2004 года в Туле завоевал бронзовую медаль в беге на 1500 метров.
В 2005 году в 1500-метровой дисциплине выиграл серебряные медали на международном турнире «Русская зима» в Москве и на зимнем чемпионате России в Волгограде. Благодаря череде удачных выступлений вошёл в основной состав российской сборной и удостоился права защищать честь страны на чемпионате Европы в помещении в Мадриде — здесь на предварительном квалификационном этапе показал результат 3:58.15, чего оказалось недостаточно для выхода в финал. Летом также одержал победу на открытом чемпионате Москвы и взял бронзу на Кубке России в Сочи.
В 2006 году выступил на чемпионате России в Туле, финишировал четвёртым на Мемориале Знаменских в Жуковском и на Мемориале Куца в Москве.
Завершил спортивную карьеру по окончании сезона 2008 года.
Был учредителем ООО «НЕРПА». город Москва, зарегистрировано 28 июня 2016 года, ликвидировано 25 января 2018 года.
Учредитель ООО «МОНЕРОН», город Королёв, Московская область, зарегистрировано 18 сентября 2017 года.

## Спортивные результаты
- 7 января 2004, Екатеринбург, Россия, 1000 м в помещении —  — 2:26.68
- 24 июня 2004, Кубок России — Тула, Россия, 1500 м —  — 3:43.57
- 13 июля 2004, Открытый чемпионат Москвы — Москва, Россия — 800 м —  — 1:47.88
- 20 июля 2004, Открытый чемпионат Москвы — Москва, Россия — 1500 м —  — 3:42.92
- 7 августа 2004, Москва Златоглавая — Москва, Россия, 1500 м —  — 3:39.54
- 1 августа 2004, Чемпионат России — Тула, Россия, 1500 м —  — 3:41.23
- 5 сентября 2004, Вызов России — Москва, Россия, 800 м —  — 1:50.70
- 22 января 2005, Всероссийские соревнования «Русская зима» — Москва, Россия — 1500 м в помещении —	 — 3:45.82
- 10—12 февраля 2005, Чемпионат России в помещении — Волгоград, Россия — 1500 м в помещении —  — 3:44.03
- 29—30 июня 2005, Открытый чемпионат Москвы — Москва, Россия — 1500 м —  — 3:45.40
- 31 мая — 1 июня 2006, Чемпионат Москвы — Москва, Россия — 1500 м —  — 3:50.24
- 10—11 июля 2008, Кубок Москвы – мемориал В.П. Куца — Москва, Россия — 800 м —  — 1:52.27
- 19 августа 2008, Чемпионат МВД России — Дзержинск, Россия — 3000 м (мужчины 35 лет и старше[3]) —  — 10:19.